# Макдональд, Джейми (шорт-трекистка)
Джейми Макдональд (англ. Jamie Macdonald; род. 22 декабря 1994) — канадская шорт-трекистка, бронзовая призёр чемпионата мира 2018 года, девятикратный призёр разных этапов Кубка мира по шорт-треку сезона 2015/2016, 2016/2017 и 2017/2018 года. Участница зимних Олимпийских игр 2018 года.

## Биография
Джейми Макдональд родилась в городе Китимат, провинция Британская Колумбия, Канада. Когда её семья проживала в городе Стюарт четырёхлетняя Джейми была отдана в местную женскую секцию по хоккею с шайбой. Когда ей было шесть лет семья переехала в Форт Сейнт Джеймс. Её отец Русс и мать Джули (оба бывшие игроки в регби, выступающие за команду Викторианского университета), настаивали на том, чтобы Джейми продолжила занятия хоккеем с шайбой. Однако, на новом месте отсутствовала женская секция по этому спорту и потому она вместе со своей старшей сестрой Кейтлинн были отданы в клуб по подготовке шорт-трекистов — «Fort St. James Falcons Speed Skating Club». В национальной сборной за её подготовку отвечает известный канадский шорт-трекист, олимпийский чемпион и тренер — Фредерик Блэкберн. Обучалась в Университете Калгари и Университете Атабаски.
Лучший, на данный момент, её персональный показатель на соревновании международного уровня Макдональд продемонстрировала во время I-го этапа Кубка мира по шорт-треку сезона 2017/18 года, что проходил в венгерском городе — Будапешт. 1 октября 2017 года на SYMA Sports and Conference Centre во время эстафете среди женщин канадская команда финишировала второй с результатом 4:10.382 (+1.989), уступив первенство соперницам из Южной Кореи (4:08.393 — 1-е место), обогнав при этом шорт-трекисток из России (4:10.382 (+1.989) — 3-е место).
На зимних Олимпийских играх 2018 года Джейми Макдональд дебютировала в забеге на 500 м и эстафете. 10 февраля 2018 года во время квалификационного забега шестой группы на 500 м Макдональд получила пенальти и прекратила дальнейшею борьбу за медали. 20 февраля в ледовом зале «Кёнпхо» с результатом 2:59.72 канадская команда финишировала второй в финале В, проиграв борьбу за бронзовые медали соперницам из США (2:59.27 — 3-е место). Такой результат был обусловлен следующим обстоятельством. На 27-м круге спортсменка из Китая, пытаясь занять более выгодную для рывка позицию, не удержалась на ногах и сбила соперницу из Канады, а канадка в свою очередь сбила итальянку, но на ногах удержалась и побежала к финишу вслед за лидером забега кореянкой, которой удалось избежать столкновения. Судьи после просмотра видеоповтора забега приняли решение дисквалифицировать как команду из Канады, так и команду из Китай, серебро отдать итальянкам, а бронзу — победительницам финала В голландкам. Это решение вызвало волну негодования со стороны канадских спортсменок, поскольку команда Южной Кореи (виновники падения по мнению канадок) в итоге стали чемпионами забега. В дальнейшем, после внутрикомандного разбора забега, тренер национальной сборной Фредерик Блэкберн заявил, что падение было вызвано непреднамеренной ошибкой Ким Бутен.
В марте 2018 на чемпионате мира в Монреале  выиграла бронзу в эстафете с Ким Бутен, Валери Мальте, Касандрой Брадетт и Марианной Сен-Желе, в общем зачёте стала 9-й, а в сентябре на чемпионате Канады заняла 2-е место.